# 인티브 소프트
인티브소프트(IntivSoft)는 2006년 3월 사단법인으로 설립된 대한민국의 게임 개발사으로, 1998년에 결성되어 2005년까지 활동한 인디게임 그룹인 클럽베이스(ClubBs)이 전신이다.
사호명은 Humanity and Emotion 휴머니티 앤드 이모션[*](36.5 °C의 감성)
2016년 11월 25일 자로 폐업했다.

## 제작한 게임
- 프린세스 세이비어 -2001년 7월
- 타르타로스 - 2003년 10월
- 뒤주원정대 - 2003년 10월
- 프린세스 세이비어 NT - 2005년 8월
- 타르타로스 온라인 - 2008년 12월 4일, 위메이드 엔터테인먼트
- 써 데스 (SIR DEATH) - 2014년 3월[1] - 2014년 7월 30일[2], 퍼블리셔는 게임빌
- 엘하즈 (ELHAZ) - 2015년 12월[3] - 2016년 12월 8일[4], TCGRPG, 모바일 게임
- 타르타로스: 리버스 - 2016년 8월 25일, 퍼블리셔는 펀플 웍스 (구 마크툽), 타르타로스 온라인 국내 재오픈. 현재는 서비스 종료.